# Greinschuurstraat

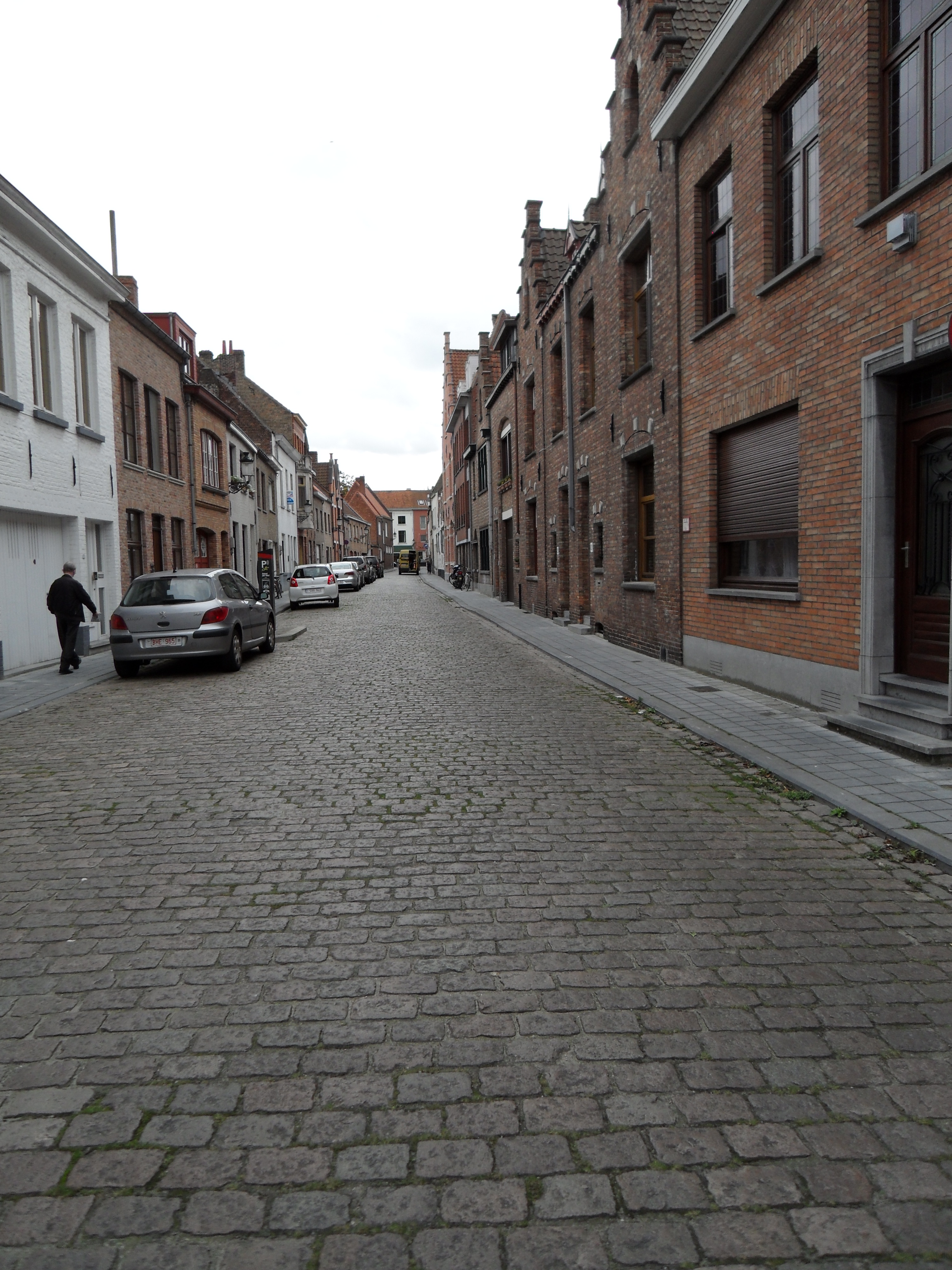
De Greinschuurstraat in zuidelijke richting gezien

De Greinschuurstraat is een straat in het West-Bruggekwartier van Brugge.

## Beschrijving
'Greinde' betekende in het rood verven. Alles had zijn plaats in de middeleeuwse activiteiten. De blauwververs hadden de hunne en de roodververs kwamen naar hun eigen greinschuur om er het laken rood te verven. Vermeldingen hierover vindt men:
- 1374: ten hende van der Lane, bi der Greinerscuere;
- 1388: ter greynscuuere als men de wit lakene grynde;
- 1598: van der strate loopende van der Greinschuere thenden der Lane naer Sinte-Loyscapelle in de Smedestrate;
- 1653: in de Smedestraete, op den houc so men ghaet naar de Greinschuere.

Het valt wel op dat men het had over 'de strate naer' en niet echt over de Greinschuurstraat. De straat had namelijk een andere naam: ze staat als 'Vizierstrate' vermeld in 1292 en volgens Jos De Smet was dit een familienaam. Het is pas vanaf 1842 dat de stad de naam Greinschuur officieel voor de straat aannam en hierbij waarschijnlijk dacht dat het om een oude spelling ging voor 'graanschuur'. In het Frans vertaalde men het gewoon in 'Rue de la Grange'.
De Greinschuurstraat loopt van de Smedenstraat naar de Guido Gezellelaan.